# 글로벌K뷰티스타모델콘테스트
글로벌K뷰티스타모델콘테스트는 2020년부터 시작된 뷰티 미인 대회이다.
대한민국에서는 2020년부터 글로벌K뷰티스타모델콘테스트 조직위원회가 주최하고 새한일보·한국뉴스·뷰티엔패션 공동주관으로 열리고 있다.